# Grávalos
Grávalos is een gemeente in de Spaanse provincie en regio La Rioja met een oppervlakte van 31,00 km². Grávalos telt 201 inwoners (1 januari 2016).

## Demografische ontwikkeling
Bron: INE, 1857-2011: volkstellingen